# Iurreta
Iurreta város Spanyolországban,  Bizkaia tartományban. Iurreta Abadiño, Zornotza, Muxika, Berriz, Garay és Durango községekkel határos. Lakosainak száma 3873 fő (2024).

## Népesség
A település népessége az utóbbi években az alábbiak szerint változott:
| Lakosok száma | 4252 | 4046 | 3844 | 3837 | 3884 | 3781 | 3658 | 3662 | 3695 | 3873 |
|               | 2001 | 2004 | 2007 | 2009 | 2012 | 2014 | 2017 | 2019 | 2022 | 2024 |